# Mergus
Mergus es un género de aves anseriformes de la familia Anatidae, conocidas como serretas o patos serrucho. Se alimentan de peces y tienen el  borde del pico dentado (de donde deriva su nombre común), lo cual les facilita coger sus presas. La mayoría prefiere el hábitat de ribera, y sólo Mergus serrator es común en costas de mar.

## Especies
Se conocen cinco especies, una de ellas extinta:
- Mergus australis † - serreta de Auckland
- Mergus merganser - serreta grande
- Mergus octosetaceus - serreta brasileña
- Mergus serrator - serreta mediana
- Mergus squamatus - serreta china